# Nic Jorge
Nicanor Fortich Jorge, detto Nic (Manila, 27 novembre 1942 – 13 giugno 2020), è stato un cestista e allenatore di pallacanestro filippino.

## Carriera
Da allenatore ha guidato le Filippine ai Campionati mondiali del 1978.